# ملفن وهاورد (فلم)
ملفن وهاورد (بالإنجليزية: Melvin and Howard) هو فيلم كوميدي تم إنتاجه في الولايات المتحدة وصدر في سنة 1980. الفيلم من إخراج جوناثان ديم.

## بطولة
- ماري ستينبرجن
- جيسون روباردس

### ترشيحات وجوائز
| السنة | الحدث  | الفئة             | النتيجة  |
| ----- | ------ | ----------------- | -------- |
|       | أوسكار | أفضل سيناريو أصلي | فـــــوز |

## وصلات خارجية
- مقالات تستعمل روابط فنية بلا صلة مع ويكي بيانات